# M31VJ00443799+4129236
M31VJ00443799+4129236 è una stella binaria a eclisse situata nella Galassia di Andromeda, a 2,5 milioni di anni luce di distanza dalla Terra.
Il sistema binario è servito nel 2005 a Ignasi Ribas e colleghi per determinare con discreta precisione la distanza della più grande galassia del Gruppo Locale, che è risultata essere di 772.000 parsec, equivalenti a 2,52 ± 0,14 milioni di anni luce.
La determinazione della distanza delle stelle è stata possibile misurando i raggi delle due componenti durante le eclissi, che ha permesso di conoscere la magnitudine assoluta delle componenti, e rapportando questa alla magnitudine apparente, di conoscere la distanza alla quale si trovano.

## Caratteristiche fisiche
Il sistema binario è costituito da due calde stelle di classe O e B che si eclissano a vicenda ogni 3,54969 giorni, ad una distanza reciproca di 0,15 UA. La stella principale del sistema è di classe O, ha una temperatura superficiale di 33.900 K, una massa 23,1 volte quella del Sole ed un raggio 13 volte superiore. La secondaria è poco più fredda (27.700K), di classe B e meno massiccia (15 M⊙), e con un raggio 11,3 volte quello della nostra stella.
Esiste un trasferimento di massa dalla secondaria verso la componente principale, la stella di classe O, peraltro facilmente spiegabile con la reciproca vicinanza delle due componenti e le loro caratteristiche fisiche, quali massa e diametro.